# Merle des Comores
Turdus bewsheri
Espèce
Statut de conservation UICN

 LC  : Préoccupation mineure
Le Merle des Comores (Turdus bewsheri) est une espèce de passereaux appartenant à la famille des Turdidae.

## Distribution
Cette espèce est endémique des Comores.

## Habitats
Son cadre naturel d'habitat est les forêts des plaines humides tropicales ou subtropicales.

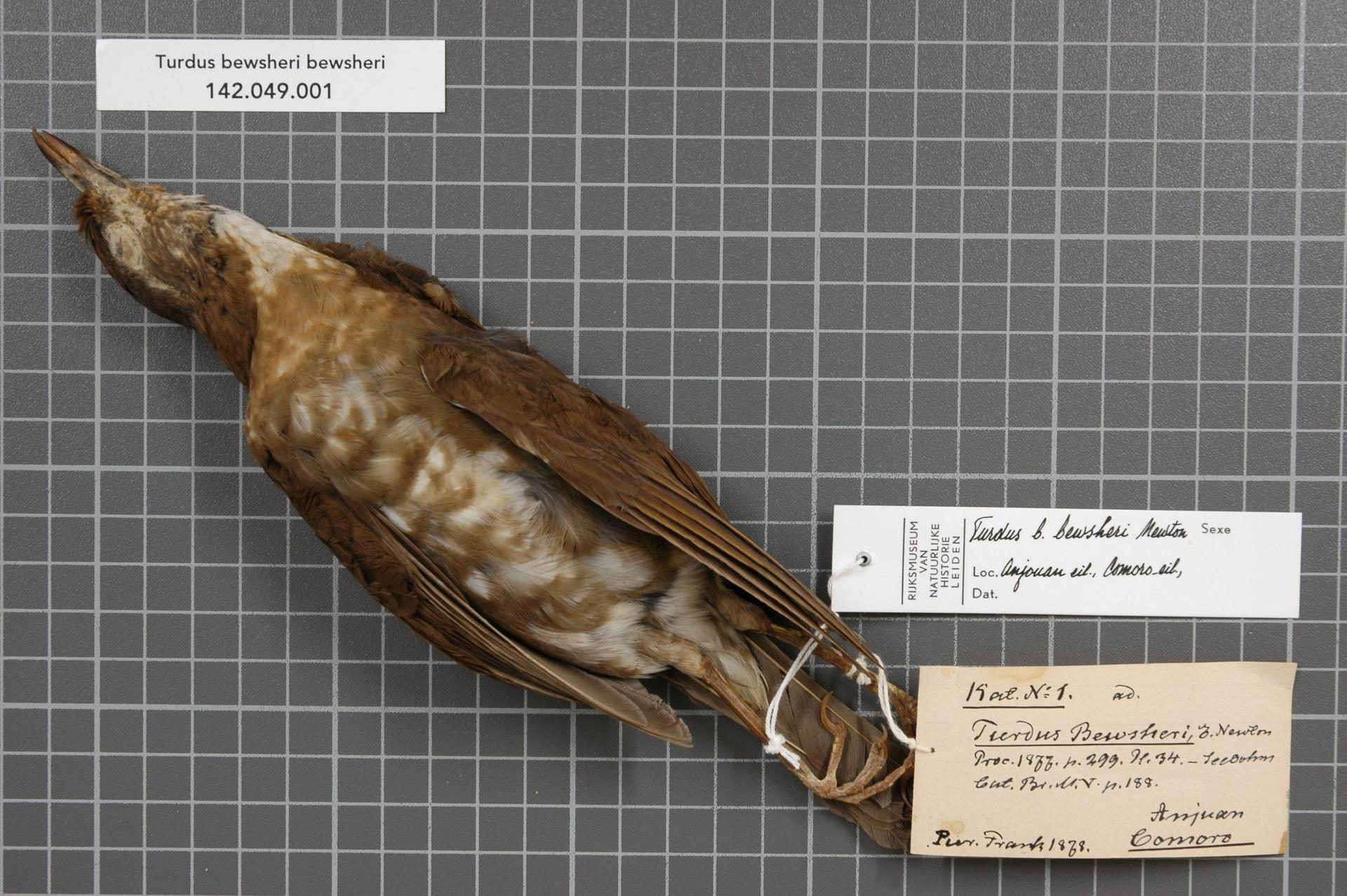
Turdus bewsheri

## Liste des sous-espèces
Selon la classification de référence du Congrès ornithologique international (version 7.3, 2017) :
- Turdus bewsheri comorensis Milne-Edwards & Oustalet, 1885 de la Grande Comore
- Turdus bewsheri moheliensis Benson, 1960 de Mohéli
- Turdus bewsheri bewsheri Newton, 1877 d'Anjouan

## Étymologie
Cette espèce est nommée en l'honneur de Charles Edward Bewsher.